# Gnophos farinosata
Gnophos farinosata là một loài bướm đêm trong họ Geometridae.